# 落雪
| ウィキペディアには「落雪」という見出しの百科事典記事はありません（タイトルに「落雪」を含むページの一覧/「落雪」で始まるページの一覧）。 代わりにウィクショナリーのページ「落雪」が役に立つかもしれません。 |